# Calle Mayor de Palencia

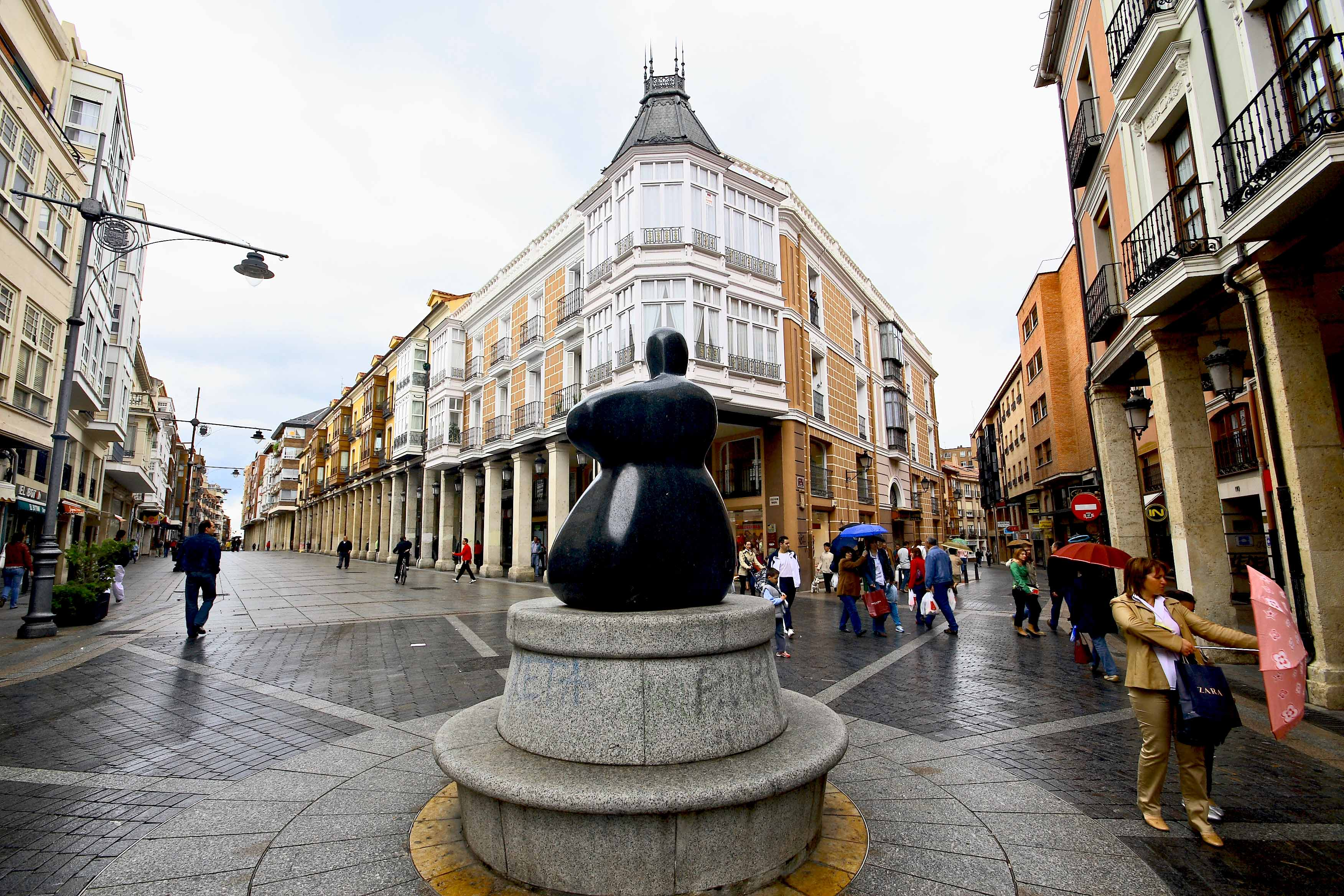
Calle Mayor de Palencia, con la estatua a la mujer palentina

La calle Mayor (conocida también como calle Mayor Principal para diferenciarla de la calle Mayor Antigua) es una vía pública situada en pleno corazón de la ciudad española de Palencia. Se trata de la espina dorsal de la localidad, centro comercial por excelencia y emplazamiento de la mayor parte de los monumentos civiles. La calle Mayor conserva el espíritu y la arquitectura de la burguesía palentina de los siglos XIX y XX.

## Descripción
Con sus más de 900 metros de longitud que comunican la plaza de León con el parque del Salón de Isabel II, la calle Mayor es una de las más largas de la ciudad y posiblemente la más emblemática.
Su principal distintivo es que presenta en sus tres cuartas partes (675 metros) soportales formados por columnas prismáticas que sostienen los miradores de las viviendas más cotizadas de Palencia. Estos soportales, que sirven para resguardarse del riguroso clima palentino, están presentes solo en la acera occidental (la de los números pares) y en el edificio del Casino de Palencia (en la acera oriental).
En esta calle se localizan multitud de comercios familiares de larga tradición. El principal distintivo de estas tiendas es su rótulo tradicionalmente negro con letras doradas y los escaparates en madera vista con decoración sencilla y clásica, estética que se fue perdiendo pero poco a poco se va recuperando en algunos locales. En la actualidad han proliferado multitud de firmas de moda.
La calle Mayor posee un carácter propio reflejo de sus característicos edificios de piedra en estilo decimonónico e historicista que poseen miradores en madera vista o blanca, amplios ventanales y hermosos balcones de hierro negro forjado. En el siglo XIX los edificios respetaban estas características y no sobrepasaban las dos o tres alturas, fue a mediados del siglo XX cuando se levantaron vulgares edificios en ladrillo que rompían totalmente la estética general de la vía y que sobrepasaban la altura de los edificios anteriores llegando a disponer algunos de hasta seis pisos. Sin embargo, durante la última década del siglo y durante el siglo XXI han sido constantes los esfuerzos por paliar las consecuencias de la falta de sentido estético que afearon la imagen de la calle. Gracias a estos esfuerzos numerosos edificios han visto sustituidas sus fachadas por otras más eclécticas y tradicionales, esto junto con las cuantiosas restauraciones de edificios antiguos y la acertada iluminación en farolas (desde 2010 se sustituyeron las farolas amarillentas por otras de leds blancos) y monumentos le han devuelto a la calle Mayor la imagen burguesa con la que fue configurada en el siglo XIX.

## Monumentos destacados
- Casa de los Señores García Germán
- Colegio de Villandrando
- Consejo de Cuentas de Castilla y León